# Angiografia
L'angiografia (da greco angeion per vaso e graphein per scrivere, rappresentare) è la rappresentazione a scopo diagnostico dei vasi sanguigni o linfatici del corpo umano tramite una tecnica che prevede l'infusione di un mezzo di contrasto idrosolubile all'interno dei vasi e la generazione di immagini mediche tramite varie tecniche di imaging biomedico.

## Introduzione
Le tecniche angiografiche comprendono la radiografia (specificamente nella tecnica dell'angiografia sottrattiva, o DSA da Digital Subtraction Angiography), la tomografia computerizzata, la risonanza magnetica, l'ecografia.
L'angiografia può essere una tecnica più o meno invasiva a seconda del vaso che si intende visualizzare. Normalmente, l'arteriografia e la coronarografia vengono eseguite tramite l'introduzione di un catetere a partire da un vaso principale (ad esempio un'arteria femorale, un'arteria radiale o una carotide) fino a raggiungere il distretto desiderato, e l'introduzione del mezzo di contrasto direttamente in loco. Tale tecnica è alla base anche di procedure terapeutiche che fanno parte della radiologia interventistica.
Invece, le angiografie eseguite tramite risonanza magnetica (MRA, Magnetic Resonance Angiography) vengono normalmente eseguite tramite infusione di un mezzo di contrasto intravenoso, oppure, in alcuni casi, senza alcun mezzo di contrasto (come nelle tecniche di risonanza magnetica dell'angiografia a tempo di volo e dell'angiografia a contrasto di fase).

## Storia
Il neurologo portoghese Egas Moniz, vincitore del premio Nobel nel 1949, ideò nel 1927 la tecnica dell'angiografia cerebrale a raggi X con mezzo di contrasto per diagnosticare diversi tipi di disturbi nervosi, come tumori e malformazioni arterovenose. È generalmente riconosciuto come uno dei pionieri in questo campo.
Con l'introduzione della tecnica Seldinger nel 1953, la procedura divenne decisamente più sicura, in quanto non ci fu più bisogno di lasciare all'interno del lume dei vasi strumenti appuntiti.

## Tecniche di angiografia classica
Gli esami angiografici più comuni vengono tuttora ottenuti tramite raggi X e mezzi di contrasto radio-opachi. Questi ultimi si rendono necessari in quanto il sangue ha normalmente lo stesso coefficiente di attenuazione per le radiazioni X dei tessuti circostanti.
Le immagini radiografiche ottenute possono essere statiche – fissate su fluoroscopio o su pellicola, utili a ottenere informazioni morfologiche su una zona – oppure dinamiche, normalmente con una risoluzione di 30 immagini al secondo, che consentono di visualizzare anche la velocità con cui il bolo di mezzo di contrasto si muove all'interno del vaso e quindi di valutare la funzionalità del vaso stesso.
Normalmente, alle immagini evidenziate dal mezzo di contrasto viene sottratta un'immagine ottenuta prima dell'introduzione dell'agente di contrasto stesso, per rimuovere la contaminazione di strutture statiche dall'immagine che appariranno con la stessa intensità prima e dopo l'introduzione del mezzo di contrasto. Questa tecnica viene denominata angiografia sottrattiva o DSA (Digital Subtraction Angiography).

### Angiografo biplano
Quale alternativa al tradizionale angiografo monoplano, è in uso a diversi ospedali l'angiografo biplano. Questa apparecchiatura radiologica permette, per mezzo di specifici software, di ricostruire immagini tridimensionali dei vasi, di mostrare più precisamente la sede e la tipologia dell'occlusione, evidenziare quali sono le aree non irrorate correttamente. Queste funzionalità consentono procedure diagnostiche e terapeutiche avanzate in un campo come quello della cura dell'ictus e degli aneurismi. L'angiografo consente anche l'esecuzione di esami simil TC direttamente in sala angiografica permettendo, per esempio, una diagnosi tempestiva di eventuali complicanze emorragiche. Questa tecnologia ha permesso di potenziare tutta l’attività diagnostica ed interventistica con particolare riferimento al trattamento della patologia cerebrovascolare, nonché delle patologie del distretto body e vascolare periferico.